# Erhvervsøkonomi
Erhvervsøkonomi, driftsøkonomi eller virksomhedsøkonomi (engelsk: Business Economics, Managerial Economics or Business Administration) omhandler bl.a.
- Virksomheders idégrundlag og strategiske muligheder
- Afsætning: Konkurrenceformer, markedstyper og markedsføring
- Regnskab: Herunder også økonomistyring
- Finansiering: Herunder også finansieringsformer (aktier, obligationer m.m.) og investeringsteori
- Organisation: også ledelse
- Entreprenørskab: Start af nye virksomheder, herunder betydningen af kreativitet og innovation for virksomhedsetableringer
- Omgivelsernes indflydelse: miljø, etik, teknologi, it, konkurrenter, samhandelspartnere, interesseorganisationer, erhvervspolitik, EU og internationalisering
- Oplevelsesøkonomi